# Bröderna Lönn
Bröderna Lönn var en svensk musikgrupp.
Bröderna Lönn bildades på initiativ av radiomannen Kjell Alinge, som ville spela in rockversioner av svenska schlagers från 1930- och 1940-talet. Till detta studioprojekt rekryterades Thomas Tidholm (sång, sopransaxofon, tenorsaxofon, klarinett, slagverk, akustisk gitarr), Mats G. Bengtsson (keyboards, synthesizer, orgel, piano), Ove Karlsson (cello, akustisk gitarr), Sigge Krantz (elbas) samt Thomas Svensson (elgitarr, akustisk gitarr), Anders Åborg (elgitarr, banjo, elbas, keyboards, synthesizer) och Thomas Wiegert (trummor, xylofon, slagverk), de tre sistnämnda från bandet Kung Tung. 
Albumet Säg det i toner... (Musiklaget MLLP-12) inspelades sommaren 1979 och utgavs samma år. Albumet innehåller "Säg det i toner", "En stjärna föll", "Skogsflanören", "Regntunga skyar", "Gamle Svarten", "Två solröda segel" och "Jag står i regnet" samt Tidholms egna "Alaskavisan".